# Imperialismo académico
El imperialismo académico es una forma de imperialismo donde hay una relación desigual entre académicos, donde un grupo domina y el otro es dominado o ignorado. Las primeras teorías acerca del imperialismo académico datan de los años 1960.

## Definiciones
El imperialismo académico ha sido definido tanto en el contexto de ciertas subdisciplinas o disciplinas opresoras de otras, o (más a menudo) como parte del imperialismo político, enfocado en la desigualdad entre las academias del Primer Mundo (occidente) y del Tercer Mundo.

### Intradisciplinariamente
En el contexto intradisciplinario, un ejemplo de comportamiento imperialista fue la actitud de desdén de los adherentes de los años 1920-1930 de la psicología conductista en los Estados Unidos hacia los psicólogos no conductistas.

### Internacionalmente
En el contexto internacional, el imperialismo académico empezó en el periodo colonial, cuando los poderes coloniales diseñaron e implementaron un sistema de academia en sus territorios coloniales. C. K. Raju reclama que el imperialismo académico emergió gracias a la adopción de pensamientos racistas entre las élites coloniales nativas. El imperialismo académico es culpado por el "tutelaje, conformidad, rol secundario de los intelectuales y académicos dominados, la racionalización de la misión civilizadora, y el talento inferior de los académicos del país de origen que se especializa en estudios de la colonia". En la era poscolonial moderna, el imperialismo académico se ha transformado a una forma más indirecta de control, basado en el monopolio occidental sobre el flujo de información en el mundo de la academia. Syed Farid Alatas llama a esto "neocolonialismo académico".

## Relación con la dependencia académica
El imperialismo académico internacional genera dependencia académica, o la dependencia de académicos no occidentales en los círculos académicos occidentales. En países no occidentales, la ciencia es todavía dependiente en instituciones e ideas científicas occidentales, los cuales son a menudo trasplantados desde países occidentales.
Syed Farid Alatas lista los siguientes seis aspectos de dependencia académica:
- Dependencia en ideas;
- Dependencia en los medios de comunicación de ideas;
- Dependencia en la tecnología de la educación;
- Dependencia en la ayuda para investigación y enseñanza;
- Dependencia en la inversión en educación;
- Dependencia de científicos sociales del tercer mundo en la demanda occidental de sus habilidades.

Los ejemplos concretos de dependencia académica incluyen el hecho de que las revistas más importantes están basadas en los países occidentales y publican trabajos de académicos usualmente localizados en universidades occidentales; y que los académicos de los países occidentales estudian el mundo entero, mientras que aquellos de países no occidentales de focalizan en estudiar sus propias sociedades. Otro ejemplo es el dominio de la lengua inglesa en el mundo de la academia internacional.